# Weilen unter den Rinnen
Weilen unter den Rinnen – miejscowość i gmina w Niemczech, w kraju związkowym Badenia-Wirtembergia, w rejencji Tybinga, w regionie Neckar-Alb, w powiecie Zollernalb, wchodzi w skład związku gmin Oberes Schlichemtal. Leży na przedpolu Jury Szwabskiej, ok. 12 km na południowy zachód od Balingen.